# Mongolische Invasion der Rus

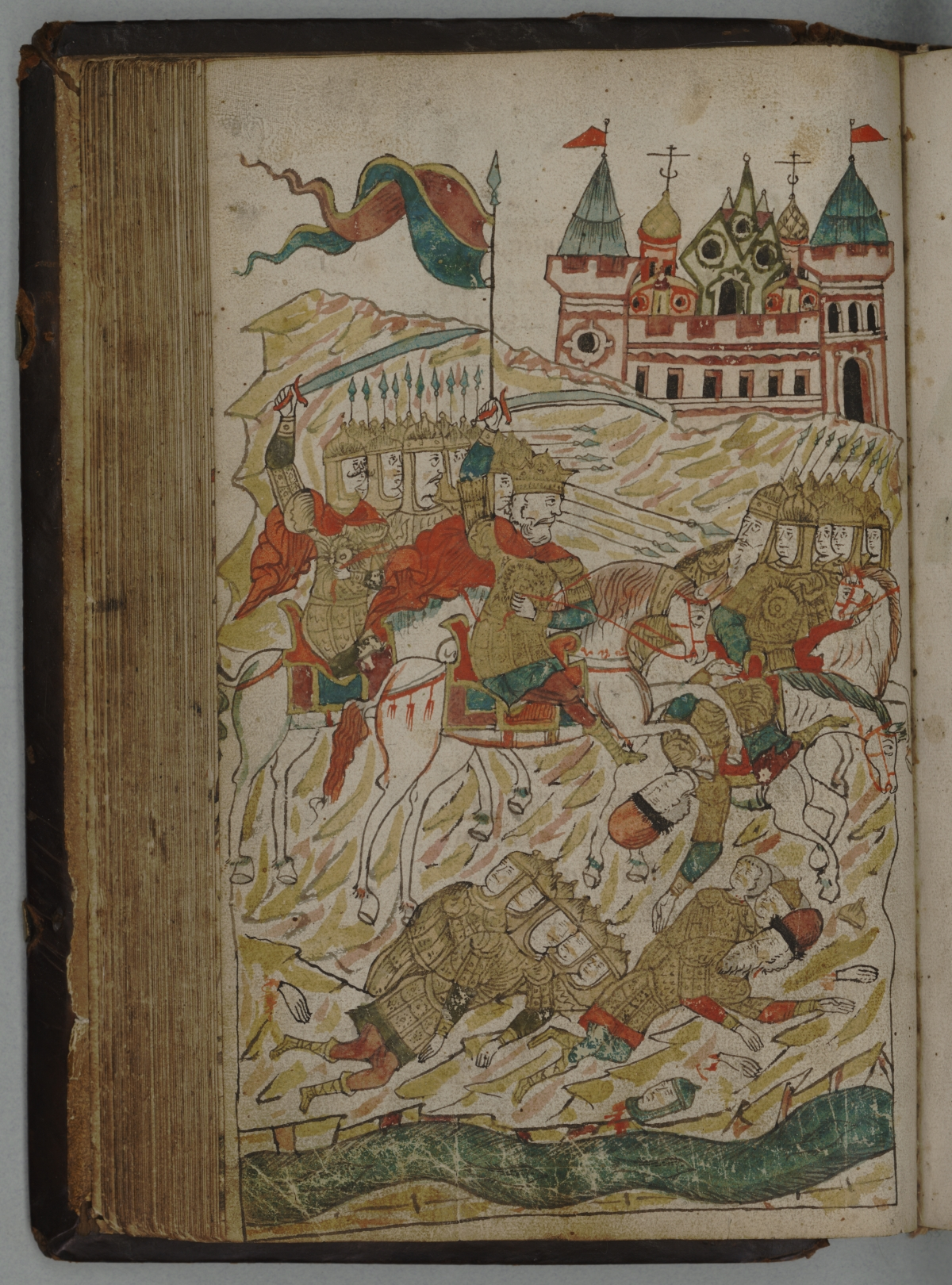
Schlacht am Sit im Jahr 1238

Mit Mongolische Invasion der Rus (russisch Монгольское нашествие на Русь, auch russisch Наше́ствие Баты́я „Invasion des Batu“, ukrainisch Монгольська навала на Русь, auch орди́нська нава́ла oder монго́ло-тата́рська нава́ла) wird die Unterwerfung der Fürstentümer der Rus durch die Truppen Batu Khans in den Jahren 1237 bis 1240 bezeichnet. Der auch als Mongolensturm bezeichnete Feldzug des Enkels Dschingis Khans führte in den ersten beiden Jahren in die nordöstliche Rus, wo bedeutende Städte wie Susdal, Wladimir und Rjasan erobert wurden. In der zweiten Phase führte er in die südwestliche Rus und war durch die Zerstörung von Tschernigow, Perejaslaw und zuletzt Kiew gekennzeichnet.
Die Verwüstung der Rus, die von der politischen Zersplitterung der einzelnen Fürstentümer begünstigt wurde, hatte einen beträchtlichen Rückgang der Bevölkerung zur Folge, warf die wirtschaftlich-soziale Entwicklung der Rus zweifellos zurück und hatte eine nachhaltige Wirkung auf die politische Entwicklung der Region, indem sie den Beginn einer langen Abhängigkeit der Rus von dem Steppenreich der Goldenen Horde markierte.

## Vorgeschichte
Im Jahr 1223 drangen die mongolischen Generale J̌ebe Noyan und Sube'etai Ba'atur von Georgien aus, über die Kiptschakische Steppe, in das Gebiet der Rus vor. Im Zuge des Feldzugs Dschingis Khans gegen das Choresmische Reich hatten sie zuvor den Choresm-Schah Muhammad II. von Chorasan aus quer durch das Choresmische Reich bis in den Süden des Kaspischen Meers verfolgt, wo dieser Ende 1220 starb. Danach verwüsteten sie weite Teile Aserbaidschans und Arrāns und durchquerten Georgien, wo sie 1221 eine Armee unter Giorgi IV. Lascha schlugen. J̌ebe und Sube'etai zogen über Derbent nach Norden, überquerten den Kaukasus und schlugen an dessen Nordseite eine Armee von Kiptschaken und Alanen, die dort auf sie gewartet hatte. Teile der überlebenden Kiptschaken unter Kötan Khan flohen in das Gebiet der Rus und ersuchten dort um militärische Hilfe gegen die Invasoren. Die Fürsten Mstislaw von Kiew (r. 1214–1223), Mstislaw II. von Tschernigow (r. 1220–1223) und Mstislaw Mstislawitsch von Halitsch (r. 1221–1227) schlossen eine Allianz mit Kötan Khan und mobilisierten ihre Truppen. J̌ebe und Sube'etai waren den Kiptschaken gefolgt, und im Mai 1223 kam es im Gebiet der heutigen Ukraine zu der berühmten Schlacht an der Kalka. Da Mstislaw, Mstislaw II. und Mstislaw Mstislawitsch aufgrund ihrer Rivalitäten ihre Armeen getrennt voneinander führten und die Truppenbewegungen nicht koordinierten, gelang es den zahlenmäßig stark unterlegenen Mongolen ohne Schwierigkeiten, die Schlacht für sich zu entscheiden. Die Truppen der Rus wurden fast vollständig aufgerieben, Mstislaw und Mstislaw II. fanden den Tod, nur Mstislaw Mstislawitsch und Köthan Khan gelang die Flucht. Die Mongolen setzten den Flüchtenden nicht nach. J̌ebe wurde vermutlich im Vorlauf der Schlacht getötet und Sube'etai zog nach Osten und kehrte über das Gebiet der Wolgabulgaren in die Mongolei zurück. Der Befehl Dschingis Khans lautete nicht auf Eroberung, sondern lediglich auf Erkundung der Gebiete westlich des Kaspischen Meeres, und so verschwanden die Mongolen, nach diesem ersten militärischen Aufeinandertreffen mit europäischen Truppen, ebenso unvermittelt, wie sie aufgetaucht waren.

## Mongolensturm 1237–1240

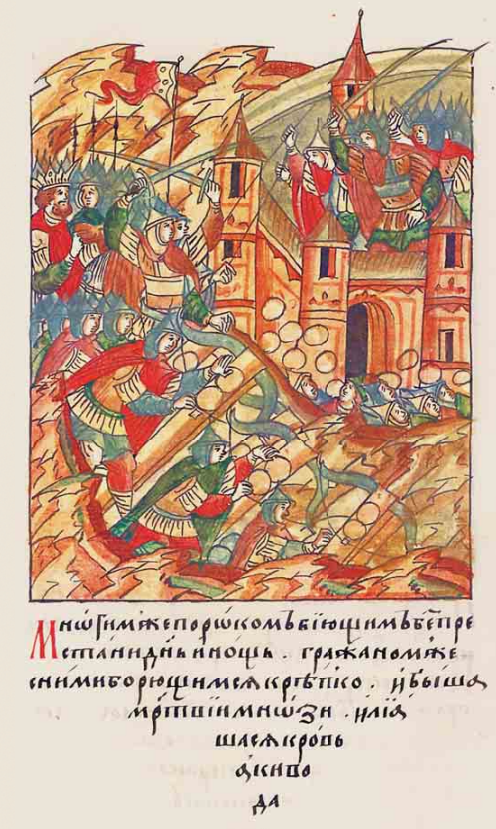
Die Einnahme Kiews 1240

Im Jahr 1237 führte Batu Khan die Mongolen zurück in den Osten der Rus. Mongolische Truppen drangen in die Rus ein und kämpften jeden Widerstand nieder. Auf ihrem Marsch nach Norden plünderten und zerstörten die Mongolen die meisten der großen Städte in den Gebieten von Rjasan, Wladimir und Susdal. Nach der Einnahme von Rjasan leisteten die Krieger von Jewpati Kolowrat eine Weile erbitterten Widerstand, bevor die Mongolen weiterzogen. In der Schlacht am Sit wurden die Truppen der nordöstlichen russischen Fürsten im Jahr 1238 entscheidend geschlagen. Von den 72 aus den Annalen bekannten damaligen russischen Städten wurden 49 von den Mongolen zerstört.
Viele Chronisten beschreiben die Brutalität der mongolischen Kriegführung. So trieben die Angreifer beispielsweise mit der Kharasch-Taktik eine Anzahl unterworfener Dorfbewohner als eine Art „lebendigen Schutzschild“ vor sich her, um sich vor Gegenangriffen zu schützen. Doch trotz der Gräuel dieser Jahre sind Schätzungen, wonach über die Hälfte der damaligen Bevölkerung der Rus im Mongolensturm umkam, übertrieben. Hingegen wird für die Jahre von 1237 bis 1240 von einem Bevölkerungsverlust von bis zu 10 Prozent ausgegangen, was immer noch einen hohen Wert darstellt.
Die Mongolen brachen ihren Vormarsch auf Nowgorod aufgrund des Wetters ab, das die Wege unpassierbar machte, und drehten stattdessen nach Süden. Einen besonders verbissenen Widerstand leistete die kleine Stadt Koselsk, die die mongolische Armee knapp zwei Monate aufhielt. Nach ihrer Einnahme wurden dort ausnahmslos alle Einwohner niedergemetzelt. Der Feldzug durch die südlichen Fürstentümer war gekennzeichnet durch die Einnahme zahlreicher Städte und fand seinen Höhepunkt mit der Einnahme Kiews im Jahr 1240. Anschließend marschierte die mongolische Armee nach Westen, in Richtung Polen.

## Folgen
1242 errichtete Batu seine Hauptstadt Sarai am Unterlauf der Wolga unweit des heutigen Wolgograd und gründete das Khanat, welches als Goldene Horde bekannt wurde. Ein nicht unwesentlicher Teil der Einnahmen der Goldenen Horde bestand aus Tributen von unterworfenen Völkern. Für das Jahr 1257 sind Steuerzähler (čislenicy) in den russischen Gebieten erwähnt, die im Namen von Möngke Khan „durch die Straßen ritten und die christlichen Häuser aufschrieben“. Als Teilreich des Mongolischen Reiches musste ein Zehntel der Steuereinnahmen der Goldenen Horde aber an den jeweiligen Großkhan abgeliefert werden.

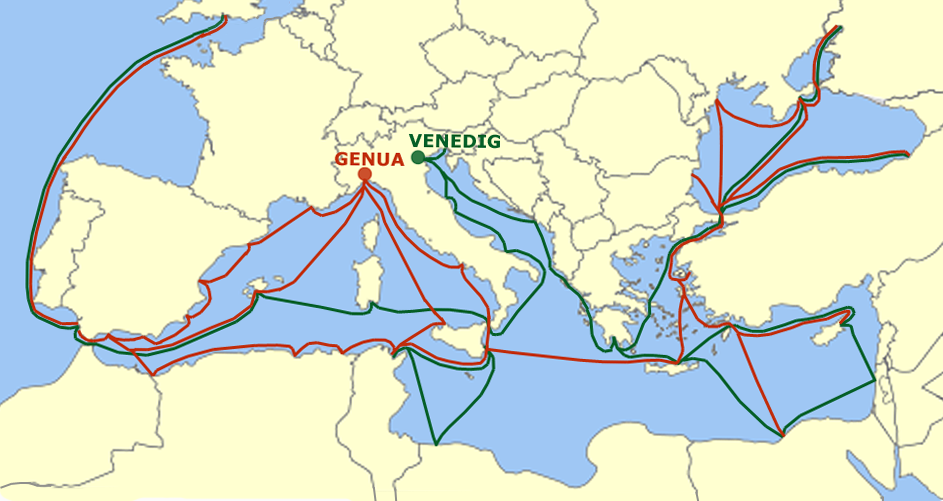
Handelswege Venedigs und Genuas

Die Mongolen errichteten eine dauerhafte, zwei Jahrhunderte währende Herrschaft über die nördlichen Fürstentümer, an deren Spitze im 14. Jahrhundert Moskau trat. Zur selben Zeit fielen der Westen und Süden der Rus an das Großfürstentum Litauen und das Königreich Polen. Damit trennten sich die Wege der Russen im Norden und Osten auf der einen und der Ukrainer und Weißrussen auf der anderen Seite für drei bzw. viereinhalb Jahrhunderte. Die Mongolenherrschaft isolierte die nordöstlichen Fürstentümer für mehr als drei Jahrhunderte von den anderen Ländern Europas und wird in der russischen nationalen Geschichtsschreibung als Tatarenjoch bezeichnet. Andererseits begünstigten die Verhältnisse innerhalb des mongolischen Reiches die so genannte Pax Mongolica und es bildete sich eine kulturelle und ökonomische Achse quer durch Asien. Diese erlaubte erstmals effiziente Handelsbeziehungen zwischen so weit voneinander entfernten Regionen wie Baltikum, Italien, Nahem Osten, Indien und China. Besonders der Handel über die Krim nach Ägypten war ausgeprägt und kann nur noch mit den Handelsbeziehungen zu den Italienern, hier vor allem Genua und Venedig, verglichen werden. Die Genueser besaßen z. B. 14 Handelsstädte auf dem Gebiet der Goldenen Horde. Die Mongolen verkauften den Genuesern ihre Beute, darunter auch russische Sklaven. Des Weiteren existierte ein Handelsverkehr auf dem Landweg über Kiew und entlang der Flüsse nach Norden. Kaufleute aus Breslau, Groß-Nowgorod und Riga brachten Waren nach Mitteleuropa. Die mongolischen Einnahmen in diesem Zusammenhang stammten einerseits aus dem Handel selbst, aber auch aus Tributen für die Stützpunkte der Genueser und Venezianer sowie aus Zöllen in Höhe von 5 % (4 % für Genuesen und Venezier).
Das kulturelle Leben und die städtische Entwicklung in den von den Mongolen beherrschten Gebieten waren zunächst nahezu völlig zum Stillstand gekommen – so kam der Steinbau für einhundert Jahre zum Erliegen – und große Teile der einheimischen Bevölkerung flüchteten nach Nordosten, in Waldregionen mit teils ungünstigem Klima und armen Böden. Es lag jedoch nicht im Interesse der Mongolen, jegliches eigenständige politische und kulturelle Leben der russischen Bevölkerung auszuschalten. Vielmehr gestatteten sie den russischen Fürsten ihre Länder selbst zu verwalten, doch blieben diese den Mongolenherrschern gegenüber in einer untergeordneten Rolle und tributpflichtig. Die Mongolen spielten die Fehden der einzelnen Fürsten geschickt gegeneinander aus und führten im Falle von Ungehorsam oder eines zu großen Machtgewinns eines Fürsten verwüstende Straffeldzüge durch.

## Zeittafel: Kriegszüge der Mongolen in der Rus 1223–1480
- Mai 1223: Schlacht an der Kalka
- Dezember 1237: Die Stadt Rjasan wird von den Mongolen nach sechstägiger Belagerung eingenommen und weitgehend zerstört, die Bevölkerung vernichtet; das Fürstentum von Pronsk wird zerschlagen, die Stadt zerstört.
- Januar – März 1238: Eroberung der Fürstentümer von Wladimir, Pereslawl-Salesski (Perejaslawl), Jurjew-Polski, Rostow, Jaroslawl, Uglitsch und Koselsk.
- 1239: Eroberung des Fürstentums von Tschernigow, die Stadt Murom wird niedergebrannt.
- 1240: Eroberung und teilweise Zerstörung von Kiew.
- 1241: Eroberung des Fürstentums Galitsch-Wladimir und Zerstörung von Wladimir-Wolynski und Galitsch(-Wolynski).
- 1252: Die mongolisch-tatarische Kavallerie unter dem Kommando von Newruj schlägt das fürstliche Kriegsgefolge von Susdal, verwüstet Perejaslawl und Susdal. Die Tataren versklaven eine große Anzahl der Bewohner des Fürstentums.
- 1258: Die Kavallerie unter dem Kommando von Burundaj zwingt Fürst Daniel von Galitsch-Wladimir, die Festungen von Galitsch zu zerstören und der Horde den Tribut zu zahlen.
- 1273: Zwei Angriffe der Mongolen auf die Region Nowgorod, Plünderung der Städte Wologda und Beschezk.
- 1274: Raubzüge im Fürstentum von Smolensk.
- 1275: Mongolische Invasion des südöstlichen Grenzgebiets der Rus. Plünderung der Stadt Kursk.
- 1278: Raubzüge im Fürstentum von Rjasan.
- 1281: Das Heer unter dem Kommando von Kowdygaj und Altschidaj erobert Murom und Perejaslawl, und unternimmt Raubzüge in die Umgebung von Susdal, Rostow, Wladimir, Jurjew, Twer und Torschok.
- 1282: Angriff auf die Regionen von Wladimir und Perejaslawl.
- 1283: Angriff auf Worgol, Rylsk und Lipezk im Fürstentum Lipezk, Eroberung von Kursk.
- 1285: Der mongolische Kriegsherr Eltoraj nimmt Rjasan und Murom ein.
- 1293: Der mongolische Kriegsherr Djuden nimmt Murom, Moskau, Kolomna, Wladimir, Susdal, Jurjew-Polski, Perejaslawl, Moschaisk, Wolok, Dmitrow und Uglitsch ein. Angriff der Mongolen auf das Fürstentum Twer.
- 1307: Angriff auf das Fürstentum Rjasan.
- 1315: Eroberung der Städte Torschok und Rostow.
- 1317: Angriff auf das Fürstentum Twer.
- 1318: Angriff auf die Städte Kostroma und Rostow.
- 1321: Schlacht am Irpen, Anfang der litauischen Herrschaft über Süd-Rus
- 1322: Eroberung der Stadt Jaroslawl.
- 1327: Nach einem Aufstand in Twer zerstören die Mongolen die Stadt.
- 1358, 1365, 1373: Angriffe auf das Fürstentum von Rjasan.
- 1362: Schlacht am Blauen Wasser, das Großfürstentum Litauen erlangten einen entscheidenden Sieg und vollendeten ihre Eroberung des Fürstentums Kiew.
- 1375: Angriff auf das südöstliche Grenzgebiet des Fürstentums Nischni Nowgorod.
- 1377 und 1378: Angriff auf die Fürstentümer Nischni Nowgorod und Rjasan.
- 1380: Schlacht auf dem Kulikowo Pole.
- 1382: Khan Toktamisch brennt Moskau nieder, zehntausende Moskauer kommen ums Leben.
- 1391: Angriff auf die Stadt Chlynow.
- 1395: Angriff und Zerstörung der Stadt Jelez.
- 1399: Einfall in das Fürstentum Nischni Nowgorod.
- 1408: Angriff auf die Stadt Serpuchow sowie die Umgebung von Moskau, Perejaslawl, Rostow, Jurjew, Dmitrow, Nischni Nowgorod und Galitsch.
- 1410: Angriff auf die Stadt Wladimir.
- 1429: Raubzüge im Gebiet von Galitsch, Kostroma, Luch und Pljos.
- 1439: Raubzüge im Gebiet von Moskau und Kolomna.
- 1443: Raubzüge im Gebiet von Rjasan.
- 1445: Angriff auf Nischni Nowgorod und Susdal.
- 1449: Raubzüge in den südlichen Grenzgebieten des Moskauer Fürstentums.
- 1451: Angriff auf Vororte Moskaus.
- 1455 und 1459: Ausplünderung der südlichen Grenzgebiete des Moskauer Fürstentums.
- 1468: Angriff auf die Umgebung von Galitsch.
- 1472: Schlacht bei Alexin: Großfürst von Moskau Iwan III. wehrt Akhmat Khan der Großen Horde an der Oka ab und verweigert anschließend die Tributzahlungen.
- 1480: Stehen an der Ugra: Akhmat Khans Versuch, Russlands Unterordnung wiederherzustellen, scheitert kampflos und führt zur Aufgabe der Ansprüche.

### Sachliteratur
- Charles J. Halperin: Russia and the Golden Horde. The Mongol Impact on Medieval Russian History. Bloomington 1985.
- Hartmut Rüß: Die altrussischen Fürstentümer unter der Herrschaft der Goldenen Horde. In: Johannes Gießauf und Johannes Steiner (Hrsg.): „Gebieter über die Völker in den Filzwandzelten“. Steppenimperien von Attila bis Tschinggis Khan. Erträge des Internationalen Symposiums an der Karl-Franzens-Universität Graz (28./29. September 2006) (= Grazer Morgenländische Studien 7), Graz 2009, ISBN 978-3-902583-05-5, S. 81–113.

### Belletristik
- Wassili Jan: Batu-Khan, 1942.